# US Open 1976
Die 96. US Open 1976 waren ein Tennis-Sandplatzturnier der Klasse Grand Slam, das von der ITF veranstaltet wurde. Es fand vom 1. bis 12. September 1976 in Forest Hills, New York, Vereinigte Staaten statt.
Titelverteidiger im Einzel waren Manuel Orantes bei den Herren sowie Chris Evert bei den Damen. Im Herrendoppel waren Jimmy Connors und Ilie Năstase, im Damendoppel Margaret Court und Virginia Wade und im Mixed Rosemary Casals und Dick Stockton  die Titelverteidiger.

## Herreneinzel

### Setzliste
| Nr. | Spieler         | Erreichte Runde |
| --- | --------------- | --------------- |
| 01. | Jimmy Connors   | Sieg            |
| 02. | Björn Borg      | Finale          |
| 03. | Guillermo Vilas | Halbfinale      |
| 04. | Adriano Panatta | 2. Runde        |
| 05. | Ilie Năstase    | Halbfinale      |
| 06. | Manuel Orantes  | Viertelfinale   |
| 07. | Arthur Ashe     | 2. Runde        |
| 08. | Raúl Ramírez    | 2. Runde        |

| Nr. | Spieler            | Erreichte Runde |
| --- | ------------------ | --------------- |
| 09. | Eddie Dibbs        | Viertelfinale   |
| 10. | Harold Solomon     | 1. Runde        |
| 11. | Roscoe Tanner      | Achtelfinale    |
| 12. | Stan Smith         | Achtelfinale    |
| 13. | Corrado Barazzutti | 2. Runde        |
| 14. | Wojciech Fibak     | 1. Runde        |
| 15. | Brian Gottfried    | Achtelfinale    |
| 16. | Vitas Gerulaitis   | Achtelfinale    |

## Dameneinzel

### Setzliste
| Nr. | Spielerin           | Erreichte Runde |
| --- | ------------------- | --------------- |
| 01. | Chris Evert         | Sieg            |
| 02. | Evonne Goolagong    | Finale          |
| 03. | Martina Navratilova | 1. Runde        |
| 04. | Virginia Wade       | 2. Runde        |
| 05. | Nancy Richey        | 2. Runde        |
| 06. | Rosie Casals        | Viertelfinale   |
| 07. | Kerry Reid          | 2. Runde        |
| 08. | Olga Morosowa       | 3. Runde        |

| Nr. | Spielerin           | Erreichte Runde |
| --- | ------------------- | --------------- |
| 09. | Sue Barker          | Achtelfinale    |
| 10. | Dianne Fromholtz    | Halbfinale      |
| 11. | Mona Guerrant       | 1. Runde        |
| 12. | Françoise Dürr      | Achtelfinale    |
| 13. | Natalja Tschmyrjowa | Viertelfinale   |
| 14. | Carrie Meyer        | 1. Runde        |
| 15. | Terry Holladay      | Achtelfinale    |
| 16. | Betty Stöve         | 1. Runde        |

## Herrendoppel

### Setzliste
| Nr. | Paarung                      | Erreichte Runde |
| --- | ---------------------------- | --------------- |
| 01. | Brian Gottfried Raúl Ramírez | 2. Runde        |
| 02. | Fred McNair Sherwood Stewart | Viertelfinale   |

## Damendoppel

### Setzliste
| Nr. | Paarung                      | Erreichte Runde |
| --- | ---------------------------- | --------------- |
| 01. | Billie Jean King Betty Stöve | Viertelfinale   |
| 02. | Mona Guerrant Ann Kiyomura   | Halbfinale      |
| 03. | Olga Morosowa Virginia Wade  | Finale          |
| 04. | Rosie Casals Françoise Dürr  | Viertelfinale   |

| Nr. | Paarung                                   | Erreichte Runde |
| --- | ----------------------------------------- | --------------- |
| 05. | Linky Boshoff Ilana Kloss                 | Sieg            |
| 06. | Sue Barker Natalja Tschmyrjowa            | Viertelfinale   |
| 07. | Carrie Meyer Wendy Overton                | Achtelfinale    |
| 08. | Fiorella Bonicelli María-Isabel Fernández | 2. Runde        |

## Mixed

### Setzliste
| Nr. | Paarung                      | Erreichte Runde |
| --- | ---------------------------- | --------------- |
| 01. | Dick Stockton Rosie Casals   | Halbfinale      |
| 02. | Frew McMillan Betty Stöve    | Finale          |
| 03. | Phil Dent Billie Jean King   | Sieg            |
| 04. | Marty Riessen Françoise Dürr | Viertelfinale   |